# Jack Haley
Jack Haley (Boston, Massachusetts; 10 de agosto de 1898 - Los Ángeles, California; 6 de junio de 1979) fue un actor estadounidense, conocido sobre todo por su interpretación del Hombre de Hojalata en El mago de Oz.

## Biografía

### Carrera
Su verdadero nombre era John Joseph Jr., y nació en Healey, actuó en el vodevil como humorista cantante y bailarín, y uno de sus mejores amigos fue un compañero del vodevil Fred Allen.
En los inicios de la década de 1930 Haley protagonizó cortos para la compañía Vitaphone en Brooklyn, Nueva York. Su aspecto físico le facilitó actuar en papeles de reparto en largometrajes musicales tales como Poor Little Rich Girl con Shirley Temple, Higher and Higher con Frank Sinatra y el musical de Irving Berlin Alexander's Ragtime Band. Tanto Poor Little Rich Girl como Alexander's Ragtime Band fueron estrenados por Twentieth Century-Fox.
Metro-Goldwyn-Mayer contrató a Haley para trabajar en El mago de Oz al suceder que Buddy Ebsen, que originalmente se iba a encargar del papel del Hombre de Hojalata, tuviera una reacción casi fatal al inhalar el polvo de aluminio del maquillaje. Se modificó el maquillaje a fin de evitar riesgos con Haley. Aun así, sufrió una infección ocular que le hizo perder cuatro días de rodaje. El mago de Oz fue el único film de Haley para MGM.
Healey volvió a las comedias musicales en la década de 1940. En estos años la mayor parte de su trabajo fue para RKO Radio Pictures. Dejó la interpretación en 1947 cuando se negó a actuar en una versión de la RKO de Seven Keys to Baldpate, papel que interpretaría Phillip Terry.

### Vida personal
Se casó con Florence McFadden el 25 de febrero de 1921. Tuvieron un hijo, Jack Haley Jr. (más tarde productor cinematográfico de éxito), y una hija, Gloria. Haley Jr. estuvo casado con Liza Minnelli, hija de la compañera de su padre en El mago de Oz Judy Garland. 
Jack Haley permaneció casado hasta su muerte a causa de un infarto agudo de miocardio en 1979 en Los Ángeles, California, a los 80 años de edad. Fue enterrado en el Cementerio de Holy Cross en Culver City, California.
En 1978 Gloria, la hija de Haley, publicó las memorias de su padre bajo el título de Heart of the Tin Man.

## Filmografía

### Largometrajes
- The weeknd (1927)
- Follow Thru (1930)
- Mr. Broadway (1933)

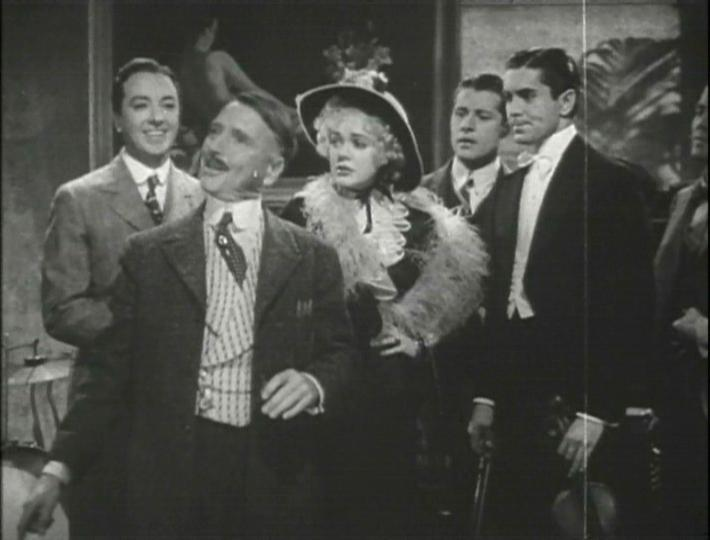
Jack Haley (izquierda), Alice Faye (centro), Don Ameche y Tyrone Power (derecha) en Alexander's Ragtime Band (1938).

- Sitting Pretty (Déjame soñar) (1933)
- Here Comes the Groom (1934)
- Spring Tonic (1935)
- Redheads on Parade (1935)
- The Girl Friend (1935)
- Coronado (1935)
- F-Man (1936)
- Poor Little Rich Girl (Pobre niña rica) (1936)
- Pigskin Parade (Locuras de estudiantes) (1936)
- Mister Cinderella (1936)
- Pick A Star (1937)
- She Had to Eat (1937)
- Wake Up and Live (1937)
- Danger-Love at Work (1937)
- Bad Gial (1937) (Cameo)
- Rebecca of Sunnybrook Farm (1938)
- Alexander's Ragtime Band (1938)
- Hold That Co-ed (1938)
- Thanks for Everything (1938)
- El mago de Oz (1939)
- Moon Over Miami (Se necesitan maridos) (1941)
- Navy Blues (1941)
- Beyond the Blue Horizon (1942)
- Higher and Higher (1943)
- Take It Big (1944)
- One Body Too Many (1944)
- Scared Stiff (1945)
- George White's Scandals (1945)
- Sing Your Way Home (1945)
- People Are Funny (1946)
- La madre de un hijo (1946)
- empanada (1970)

### Cortos
- Then Came the Yawn (1932)
- Wrongorilla (1933)
- Hollywood on Parade No. A-9 (1933)
- Salt Water Daffy (1933)
- Screen Snapshots: Famous Fathers and Sons (1946)
- Screen Snapshots: The Skolsky Party (1946)